# Gymnopentzia
Gymnopentzia là một chi thực vật có hoa trong họ Cúc (Asteraceae).

## Loài
Chi Gymnopentzia gồm các loài: